# Jiří Kotalík
Jiří Kotalík (22. července 1920 Praha – 26. ledna 1996 Praha) byl český historik umění, umělecký kritik, překladatel z angličtiny, ředitel Národní galerie v Praze. Jeho syn Jiří T. Kotalík byl také historik umění, který působil jako rektor Akademie výtvarných umění v Praze. Jeho vnuk (syn J.T.K.) Matěj Kotalík je historikem věnujícím se mj. architektuře.

## Život
Jiří Kotalík absolvoval Masarykovo reálné gymnázium v Křemencově ulici v Praze a přispíval do Studentského časopisu (1938–40). Během války a krátce poté působil jako redaktor a výtvarný referent novin a časopisů A-Zet, Pražská móda (1940–1943), Mladá fronta, Práce, Život (1945–1946), Topičovo nakladatelství (1948–1949). V letech 1945–1948 studoval dějiny umění na Filosofické fakultě Univerzity Karlovy u profesorů Josefa Cibulky, Jana Květa a Antonína Matějčka a zároveň byl v letech 1946–1948 pracovníkem sekce pro kulturní styky se zahraničím na Ministerstvu informací.
Byl členem Skupiny 42 (1942–1948), výtvarného odboru UB (1944), SČUG Hollar (1946), SVU Mánes (1948). V letech 1950–1954 byl pedagogem na Vysoké škole výtvarných umění v Bratislavě a poté do roku 1960 na Filosofické fakultě UK. V letech 1954–1958 byl zástupcem ředitele Ústavu teorie a dějin umění ČSAV. V roce 1958 byl jmenován docentem a od roku 1961 profesorem Akademie výtvarných umění v Praze. V letech 1960–1967 byl rektorem AVU a 1967–1990 ředitelem Národní galerie v Praze. Zastával řadu veřejných funkcí v politických institucích (například prostřednictvím MV KSČ prosazoval svou koncepci politického umění a vedení Národní galerie, vědeckých a uměleckých organizacích doma i ve světě (doktor věd, člen korespondent a od roku 1̟981 akademik ČSAV, člen předsednictva SČVU, AICA, ICOM, ad.).
Jako ředitel Národní galerie v Praze usiloval o stavbu nové budovy, a když tento záměr nebylo možné uskutečnit, získal pro sbírky postupně řadu nových prostor (Šternberský palác, Městskou knihovnu, Zbraslavský zámek, palác Kinských, Jiřský a Anežský klášter). Jako poslední získal a zachránil před demolicí požárem poničený Veletržní palác. Trvalými výstavními prostorami Národní galerie se staly jízdárny Valdštejnského paláce a Pražského hradu. V roce 1993 a 1995 zahajoval spolu s prezidentem Václavem Havlem a umělecky garantoval dvě velké výstavy v ÚLUV na Národní třídě v Praze 1 (Herbert Masaryk, T. G. Masaryk – člověk a umění), které uspořádalo Masarykovo demokratické hnutí.
Jiří Kotalík se stýkal i přátelil s mnoha činiteli i výtvarníky, například s Karlem Svolinským nebo Maxem Švabinským, měl řadu přátel mezi slovenskými umělci i v zahraničí. Během normalizace existenčně pomáhal řadě historiků umění pronásledovaných režimem různými typy pracovních úvazků v Národní galerii.
V roce 1977 podepsal „Antichartu“. Už v roce 1948 podepsal výzvu prokomunistické inteligence Kupředu, zpátky ni krok!, jež byla vydána dne 25. února 1948 na podporu komunistického převratu.

### Členství
- Skupina 42
- Umělecká beseda
- KSČ, SČSP

### Ocenění
- 1956, 1967 Cena Antonína Matějčka
- 1966 Řád práce
- 1966 Commandeur de l'Ordre des Arts et des Lettres
- 1980 Vyznamenání Za obětavou práci
- 1986 Johann-Gottfried von Herder-Preiss

## Dílo

### Překlady
Ve 40. letech přeložil texty o výtvarném umění (Richard von Mises – Kapitoly o umění, Edward Herbert Read) a spolu s Jiřím Kolářem básně Carla Sandburga a Thomase Stearnse Eliota.

### Knihy o umění
- Jiří Kotalík, G. Courbet, Tvar, nakladatelství SČSVU, Praha 1950
- Jiří Kotalík, Majakovskij výtvarník, SNKLHU Praha, 1953
- Jiří Kotalík, František Jiroudek, Praha 1959
- Jiří Kotalík, Vojtěch Tittelbach, Praha 1959
- Jiří Kotalík, Václav Rabas. Kronika jeho života a díla (1885-1954), SNKLU Praha, 1961
- Jiří Kotalík, František Gross, Praha 1963
- Jiří Kotalík, Jan Preisler, Praha 1968
- Jiří Kotalík, Václav Špála, Odeon Praha, 1972
- Jiří Kotalík, Bohumír Dvorský. Pět kapitol o jeho životě a obrazech, Praha 1976
- Jiří Kotalík, Břetislav Benda. Přehled sochařovy tvorby, Odeon Praha, 1982
- Jiří Kotalík, Karel Souček, Odeon Praha, 1983
- Jiří Kotalík, Jan Zrzavý grafika, Praha 1998

### Texty
Jiří Kotalík byl autorem desítek textů do katalogů k výstavám. Podrobně viz abART.